# 和歌山県道107号橋本停車場線
和歌山県道107号橋本停車場線（わかやまけんどう107ごう はしもとていしゃじょうせん）は、和歌山県橋本市を通る一般県道である。

## 概要
橋本市古佐田1丁目から橋本市橋本2丁目に至る。
全線にかけて一方通行になっており、道路の横には商店などが並んでいる。

### 路線データ
- 起点：和歌山県橋本市古佐田1丁目（JR西日本和歌山線・南海高野線 橋本駅前）
- 終点：和歌山県橋本市橋本2丁目（国道24号交点）
- 実延長：129 m

## 地理

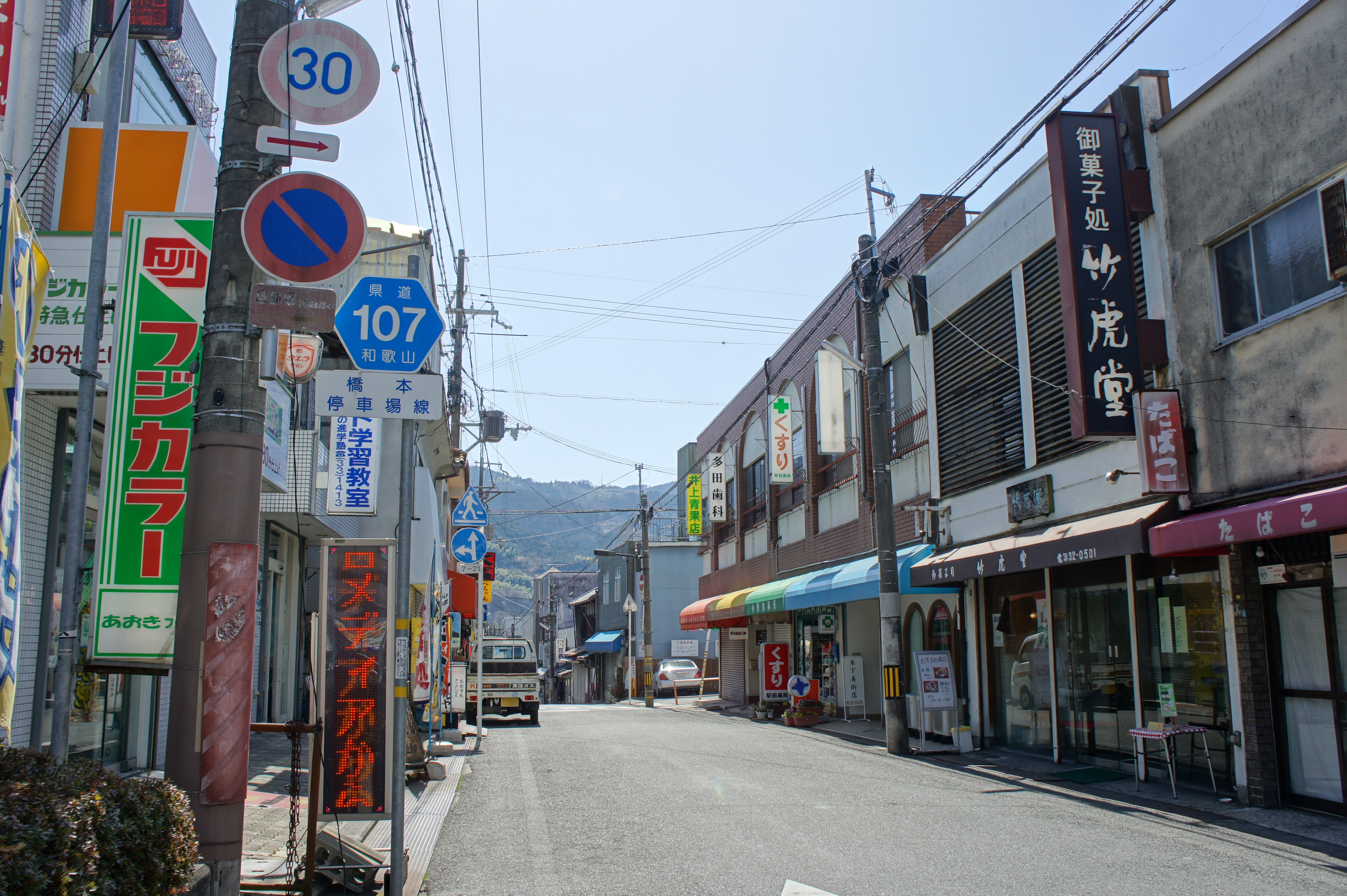
起点（橋本駅前）付近

### 通過する自治体
- 和歌山県
  - 橋本市

### 交差する道路
| 交差する道路            | 交差する場所 | 交差する場所 |
| ----------------------- | ------------ | ------------ |
| 国道24号 国道370号 重複 | 橋本2丁目    | 終点         |

### 沿線
- JR西日本和歌山線・南海高野線 橋本駅
- 橋本警察署 橋本駅前交番
- 紀の川